# Шёстрём, Франс Анатолиус
Франс Анатолиус Шёстрём (швед. Frans Anatolius Sjöström иногда написание фамилии Шёстедт; 3 июля 1840, Або — 1 августа 1885, Rönnskär lighthouse, Нюландская губерния) — финский шведоязычный архитектор, представитель стиля неоренессанс.

## Биография
Родился 3 июля 1840 года в Або, в Великом княжестве Финляндском в шведской семье.
Учился в технической реальной школе в Або, а с 1861 года в Стокгольмской Художественной академии. Некоторое время работал в ателье Шоландера (F. W. Scholander). Преподавал с 1872 года архитектуру в Политехническом институте в Гельсингфорсе.
Автор проекта здания института на Хиеталахденранта в Гельсингфорсе, позднее Технического института. Другие постройки: ратуши в Куопио и Сортавале, церковь в Китеэ. В 1878 — 1880 годах по проекту Шёстрёма была построена лютеранская церковь в посёлке Куркиёки (сгорела 25 июля 1991 года). В Турку перестроил здание Сеурахуоне в ратушу.
По его проекту в 1886 году был построен новый корпус Выборгской центральной народной школы (ныне — муниципальный Дворец культуры, крупнейший общественно-культурный центр Выборга). Очертания здания Т-образные. Главный фасад выходит в сторону парка-Эспланады на короткую улицу Коулукату, занятую всего двумя зданиями школ. Стиль неоренессанс, детали имеют прежде всего декоративное значение. Большой актовый зал здания на протяжении многих лет используется для концертов и праздничных мероприятий общегородского значения.
- Церковь в Куркиёки (1878-1880)
- Усадьба Мальмгарда (1882-1885)
- Ратуша в Куопио (1882-1886)
- Бывшая Александровская гимназия в Хельсинки (1884)
- Бывшая ратуша в Сортавале (1885)
- Церковь в Китеэ (1886)
- Бывшая Народная школа в Выборге (1886)